# The Darkest Minds – Die Überlebenden
The Darkest Minds – Die Überlebenden (Originaltitel The Darkest Minds) ist ein Science-Fiction-Thriller von Jennifer Yuh Nelson, der am 3. August 2018 in die US-amerikanischen Kinos, am 16. August 2018 in die deutschen und am Tag darauf in die österreichischen Kinos kam.

## Handlung
In einer postapokalyptischen Zukunft hat eine Krankheit 98 Prozent aller Kinder in den USA getötet, und die zwei Prozent, die überlebten, haben übernatürliche Kräfte entwickelt, die sie nicht kontrollieren können. Daher werden die als gefährlich eingestuften Jugendlichen in einem Camp zusammengepfercht, und die, die entkommen, werden von der Regierung gejagt. Der 16-jährigen Ruby Daly, die als „die gefährlichste“ gilt und Jahre zuvor von ihren Eltern den Behörden zur Rehabilitation überantwortet wurde, gelingt mit Hilfe der „Children League“ die Flucht aus dem Internierungslager Camp Thurmond. Sie stößt auf eine Gruppe von drei anderen Jugendlichen, die sich ebenfalls vor der Regierung verstecken müssen. Angeführt werden sie von Liam, der versucht, ihnen zu zeigen, wie sie ihre Kräfte wirkungsvoll einsetzen können.
Nach anfänglichem Zögern vertraut die Gruppe Ruby und erfährt von ihren Kräften. Liam beginnt sich in Ruby zu verlieben, jedoch hat sie Angst, ihn zu küssen, da jede Berührung mit ihr aufgrund ihrer Kräfte gefährlich ist. Nachdem Ruby, um die Gruppe zu beschützen, eine Kopfgeldjägerin aufgehalten hat, macht sich das Team zum Camp des „Flüchtlings“ auf, in dem es für sie sicher sein soll. Dort angekommen lernen sie den „Flüchtling“ kennen: Clancy, den Sohn des Präsidenten. Da er die gleichen Kräfte wie Ruby hat, fangen sie an, diese Kräfte gemeinsam zu trainieren, was jedoch Auswirkungen auf ihre Beziehung zu Liam hat. Als sich Clancy als böse entpuppt, müssen die Kinder fliehen. Um ihrer Gruppe zur Flucht zu verhelfen, lässt sich Ruby auf einen Kampf mit dem Sohn des Präsidenten ein, bei dem jedoch das Gruppenmitglied Chubs schwer verletzt wird. Um ihn zu retten, kontaktiert Ruby ein Mitglied der „Children League“, die Kinder zu Kämpfern ausbildet.
Obwohl Liam aus diesem Camp früher geflohen ist, erklärt er sich bereit, mit Ruby dorthin zurückzukehren, um Chubs zu retten. Dort angekommen werden sie getrennt und Liam wird eingesperrt. Ruby bietet an, bei der League mitzukämpfen, wenn im Gegenzug Liam freigelassen wird. Da dieser sich jedoch aufgrund seiner Gefühle für Ruby weigert, löscht sie sich aus seinen Erinnerungen. Liam verlässt daraufhin das Camp.

## Produktion

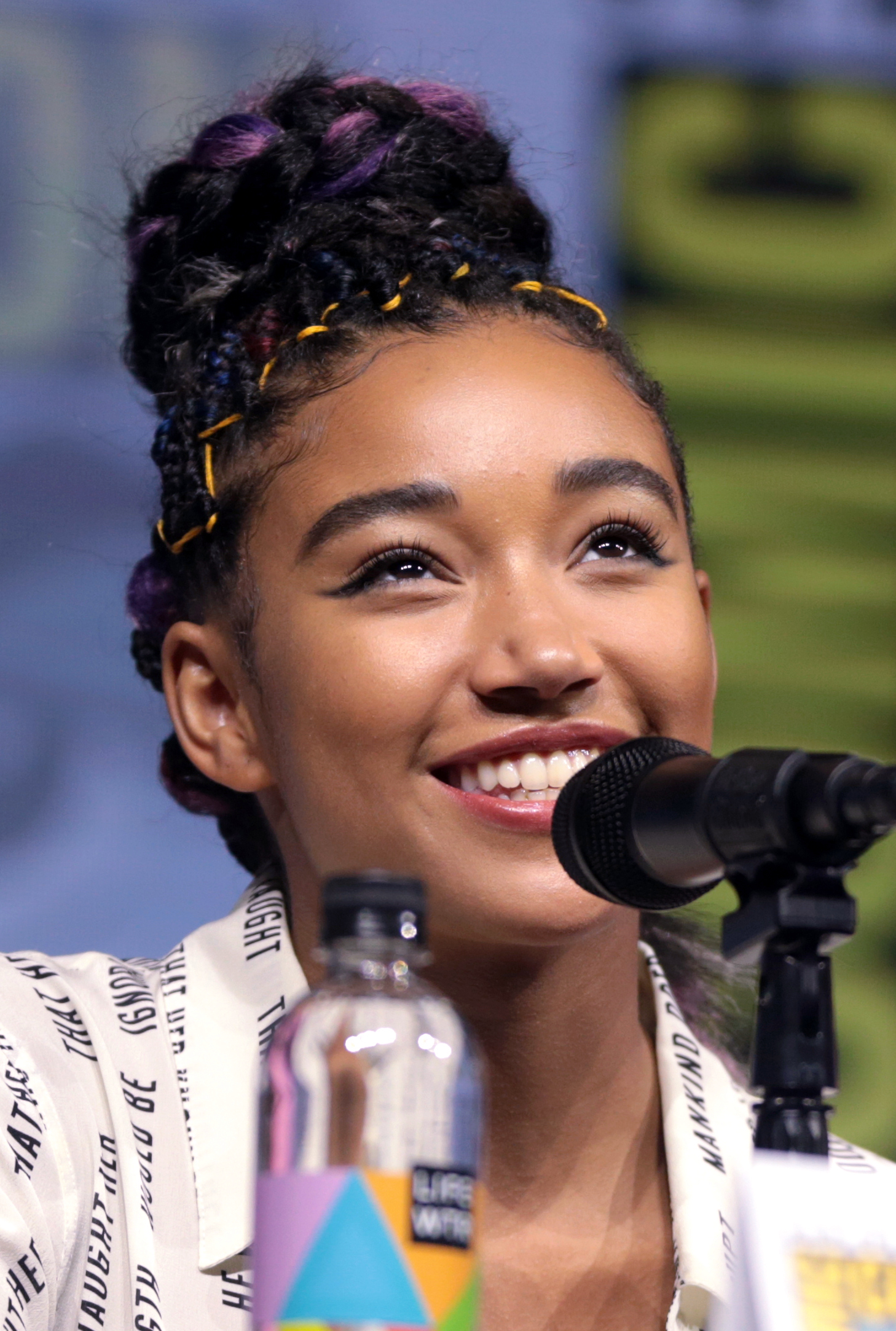
Amandla Stenberg auf der Comic-Con in San Diego im Juli 2018

Der Film basiert auf dem ersten Teil einer Romantrilogie von Alexandra Bracken, die diesen gemeinsam mit Chad Hodge für den Film adaptierte. Regie führte Jennifer Yuh Nelson. Im Deutschen erschien der Roman unter dem Titel Die Überlebenden.
Amandla Stenberg übernahm die Rolle der 16-jährigen Ruby Daly, der Tochter von Paul und Molly, der die Flucht aus dem Camp gelingt. In jüngeren Jahren wird Ruby von Lidya Jewett verkörpert. Golden Brooks spielt Mutter Molly. Harris Dickinson übernahm die Rolle von Liam, der ebenfalls Superkräfte entwickelt hat, nachdem er die Krankheit überlebt hat.
Die Filmmusik wurde von Benjamin Wallfisch komponiert. Der Soundtrack zum Film, der 16 Musikstücke umfasst, wurde am 3. August 2018 als Download veröffentlicht und sollte am 24. August 2018 in physischer Form von Milan Records veröffentlicht werden.
Ende März 2018 wurde ein erster Trailer zum Film vorgestellt, der auch in deutscher Sprache veröffentlicht wurde. Im Juli 2018 folgte ein finaler Trailer. Der Film kam am 3. August 2018 in die US-amerikanischen und am 16. August 2018 in die deutschen Kinos. Seine Premiere feierte The Darkest Minds am 26. Juli 2018 in Los Angeles.

## Rezeption

### Altersfreigabe
In den USA wurde der Film von der MPAA als PG-13 eingestuft. In Deutschland erhielt der Film eine Freigabe ab 12 Jahren.

### Kritiken und Einspielergebnis
Peter Debruge von Variety bemängelt, der Film borge fast alle seine Zutaten aus anderen beliebten Science-Fiction-Franchises aus, von X-Men bis Stranger Things. Der Filmdienst urteilt: „Als epische Dystopie angelegter Science-Fiction-Film nach einer fünfteiligen Jugendroman-Reihe, der mit oberflächlichen Abenteuern von der drohenden Apokalypse ablenkt und existenzielle Probleme kaum streift. Zahlreiche nebulöse Handlungsstränge werden angestoßen, ohne sich zu einer kohärenten Story zu ergänzen.“
Bei Produktionskosten von rund 34 Millionen US-Dollar beliefen sich die weltweiten Einnahmen aus Kinovorführungen auf lediglich rund 41 Millionen US-Dollar, weshalb der Film zu den größten Kassenflops des Jahres 2018 gerechnet wird.

## Synchronisation
Die deutsche Synchronisation entstand nach einem Dialogbuch und der Dialogregie von Manuel Straube im Auftrag der FFS Film- & Fernseh-Synchron GmbH, Berlin
| Darsteller          | Synchronsprecher       | Rolle            |
| ------------------- | ---------------------- | ---------------- |
| Amandla Stenberg    | Daniela Molina         | Ruby Daly        |
| Mandy Moore         | Alice Bauer            | Dr. Cate Connor  |
| Bradley Whitford    | Hans-Jürgen Dittberner | Präsident Gray   |
| Wade Williams       | Klaus-Dieter Klebsch   | The Captain      |
| Skylan Brooks       | Marco Eßer             | Chubs            |
| Patrick Gibson      | Patrick Keller         | Clancy Gray      |
| Wallace Langham     | Michael Iwannek        | Dr. Viceroy      |
| Gwendoline Christie | Angela Wiederhut       | Lady Jane        |
| Harris Dickinson    | Jeremias Koschorz      | Liam             |
| McCarrie McCausland | Sebastian Kluckert     | Mike             |
| Golden Brooks       | Katrin Zimmermann      | Molly Daly       |
| Sammi Rotibi        | Stefan Bräuler         | Paul Daly        |
| Mark O’Brien        | Jacob Weigert          | Rob Meadows      |
| Lidya Jewett        | Nisha Wunder           | Ruby Daly (jung) |
| Faye Foley          | Anna Amalie Blomeyer   | Sam Dahl         |